# Зиновьев, Антон Андреевич
Антон Андреевич Зиновьев (17 июля 1912, Аблешево Ельнинского района Смоленской области — 24 декабря 1983, Ленинград) — старшина Красной Армии, полный кавалер Ордена Славы.

## Биография
Русский. Член КПСС с 1944 г.
Родился в деревне Аблешево Ельнинского района Смоленской области.
После окончания начальной школы переехал с родителями в г. Смоленск.
Закончив семилетку (по другим данным — 10 классов), работал на железной дороге.
В 1934—1936 годах находился на действительной военной службе.
Демобилизовавшись работал шофёром на строительстве металлургических предприятий Нижнего Тагила, Джезказгана, в совхозе № 2 Алма — Атинской области.
В декабре 1941 года призван в армию (по другим данным — в боях с июня 41-го).
В июле 1942 года прибыл в действующую армию.
Сражался на Брянском, Воронежском, Донском, Юго — Западном, Центральном, 1-м Белорусском фронтах.
Служил артиллерийским разведчиком конно-артиллерийской батареи в 146-м Гвардейском артиллерийско-миномётном полку, 14-я Гвардейская Мозырьская кавалерийская дивизия (до 14 февраля 1943 г. — 21-я горно-кавалерийская дивизия), 69-я армия, 1-й Белорусский фронт.
Первую награду — медаль «За отвагу» получил за прорыв с боем из окружения, в которое кавалеристы попали 22 февраля 1943 года у села Малая Юрьевка и станции Чернухино. Награда была вручена перед строем командиром 22-го отдельного горного конно-артиллерийского дивизиона 21-й горно-кавалерийской дивизии капитаном С. Е. Литошко.
Второй наградой был орден Славы 3-й степени (8.6.1944 г.). Получил его Антон Андреевич за храбрость и умение, проявленные в бою у села Ставки на Гомельщине (22 км северо-западнее г. Владимир-Волынский Волынская области) весной 1944-го: в составе группы из трёх бойцов уничтожил танк и семь солдат противника. По другим данным — «при отражении атаки танков и пехоты противника из личного оружия поразил более 10 солдат».
Орден Славы 2-й степени (24.8.1944 г.) Гвардии младший сержант Зиновьев (полк и дивизия те же) получил на польской земле, под Люблином: уничтожил 12 врагов, одного офицера взял в плен (по другим данным — истребил свыше 10 вражеских солдат, пленил офицера).
Орден Красной Звезды заслужил в феврале 1945 года: при прорыве к городу Познань штабная колонна напоролась на танковую засаду. Зиновьев, возглавив группу солдат, отбил попытку врага захватить штабную машину полка с документами и Знаменем части.
Орденом Славы 1-й степени награждён 15 мая 1946 г. за действия в конце апреля 1945 года, будучи в должности писаря штаба артиллерии 14-й гвардейской кавалерийской дивизии (7-й гвардейский кавалерийский корпус, 1-й Белорусский фронт): 25 апреля 1945 г. у населенного пункта Гренинген (8 км юго-восточнее г. Ратенов, Германия) спас жизнь командиру (Гвардии подполковник Мякишев), выследил и уничтожил вражеского снайпера.
В мае 1945 г. старшина Зиновьев демобилизован.
с 1946 года работал в Ленинградской железнодорожной милиции (по другим данным — на заводе «Северный»).
Награждён медалью «За доблестный труд. В ознаменование 100-летия со дня рождения В. И. Ленина».
С 1965 года на пенсии, последние годы проживал в Ленинграде.
Умер 24 декабря 1983 года Похоронен на Большеохтинском кладбище.

## Награды
Награждён орденами Красной Звезды, Славы трёх степеней, медалями «За отвагу», «За боевые заслуги», медалью «В ознаменование 100-летия со дня рождения Владимира Ильича Ленина» и др.